# Jeguljičaste ogorčice
Jeguljičaste ogorčice (znanstveno ime Anguinidae) so družina nematodov, za katere je značilno črvasto telo z nizkim, sploščenim repnim delom. Znane so zlasti po predstavnikih, ki so specializirani na zajedanje višjih rastlin in povzročajo novotvorbe – šiške – na nadzemnih delih. Med njimi je nekaj gospodarsko pomembnih škodljivcev v kmetijstvu. Druge vrste se prehranjujejo z glivami ali živijo v skupnosti z žuželkami.
Od vrst je znana zlasti Anguina tritici, ki se prehranjuje v semenih žit, predvsem pšenice in rži, ter tvori semenske šiške. V njih so živali zaščitene in lahko preživijo tudi daljša obdobja neugodnih pogojev. V preteklosti je povzročala veliko škode v pridelavi žita in je bila prva opisana vrsta ogorčic (tj. nematodov, ki zajedajo na kulturnih rastlinah), danes pa je po zaslugi kontrole spravljenega zrnja v razvitih državah uspešno zatrta. V nekaterih predelih sveta kljub temu še povzroča znatno škodo, poleg nje pa sta pomembnejši še vrsti A. agrostis in A. funesta.